# Barragem de Fonte Serne
A Barragem de Fonte Serne, construída sobre o leito da ribeira de Vale Diogo, localiza-se no município de Santiago do Cacém, Distrito de Setúbal, em Portugal. A barragem foi projectada em 1973 e entrou em funcionamento em 1976.

## Barragem
É uma barragem de aterro. Possui uma altura de 17,5 m acima da fundação (16 m acima do terreno natural) e um comprimento de coroamento de 324 m (largura 7 m). O volume da barragem é de 152.400 m³. Possui uma capacidade de descarga máxima de 6,8 (descarga de fundo) + 36 (89) (descarregador de cheias) m³/s.

## Albufeira
A albufeira da barragem apresenta uma superfície inundável ao NPA (Nível Pleno de Armazenamento) de 1,05 km² e tem uma capacidade total de 5,15 Mio. m³ (capacidade útil de 3,65 Mio. m³). As cotas de água na albufeira são: NPA de 78,5 metros, NMC (Nível Máximo de Cheia) de 79,55 metros e NME (Nível Mínimo de Exploração) de 74,3 metros.